# Vellozia albiflora
Vellozia albiflora é uma espécie de planta do gênero Vellozia e da família Velloziaceae. 

## Taxonomia
Os seguintes sinônimos já foram catalogados:  
- Vellozia circinans  Goethart & Henrard
- Vellozia crassicaulis  Mart. ex Schult. & Schult.f.
- Vellozia macrantha  Lem.

## Forma de vida
É uma espécie rupícola, terrícola, herbácea e subarbustiva. 

## Descrição
| Folha                        | Folha                                      |
| ---------------------------- | ------------------------------------------ |
| filotaxia                    | trística                                   |
| lâmina                       | decídua                                    |
| superfície                   | com emergência na nervura mediana e margem |
| ápice                        | atenuado                                   |
| Flor                         |                                            |
| pedicelo                     | evidente                                   |
| emergência floral            | capitada ou truncada/subulada              |
| superfície do pedicelo       | lisa                                       |
| superfície do hipanto        | densamente coberta por emergência          |
| tubo do hipanto              | ausente ou muito mais curto que o ovário   |
| seção longitudinal do ovário | mais longa que de largura                  |
| seção transversal do ovário  | trígona                                    |
| perianto                     | roxo/branco                                |
| corona                       | ausente                                    |
| número de estames            | 12/15/18/24                                |
| Fruto                        |                                            |
| com deiscência               | loculicida                                 |
| hipanto                      | decíduo                                    |

## Conservação
A espécie faz parte da Lista Vermelha das espécies ameaçadas do estado do Espírito Santo, no sudeste do Brasil. A lista foi publicada em 13 de junho de 2005 por intermédio do decreto estadual nº 1.499-R. 

## Distribuição
A espécie é encontrada nos estados brasileiros de Espírito Santo, Minas Gerais e Rio de Janeiro. 
A espécie é encontrada nos  domínios fitogeográficos de Caatinga, Cerrado e Mata Atlântica, em regiões com vegetação de campos de altitude, campos rupestres e vegetação sobre afloramentos rochosos.